# Hipatia Cárdenas de Bustamante
Hipatia Cárdenas de Bustamante, född 1889, död 1972, var en ecuadoriansk politiker och feminist.
Hon engagerade sig i kampanjen för rösträtt för kvinnor. Hon blev 1932 den första kvinna i Ecuador som kandiderade i ett presidentval. 